# UNStudio

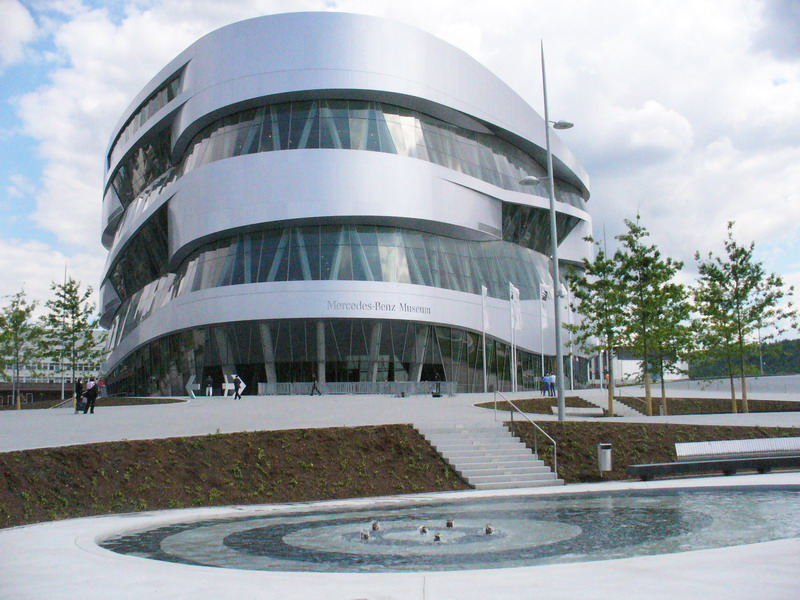
Mercedes-Benz Museum

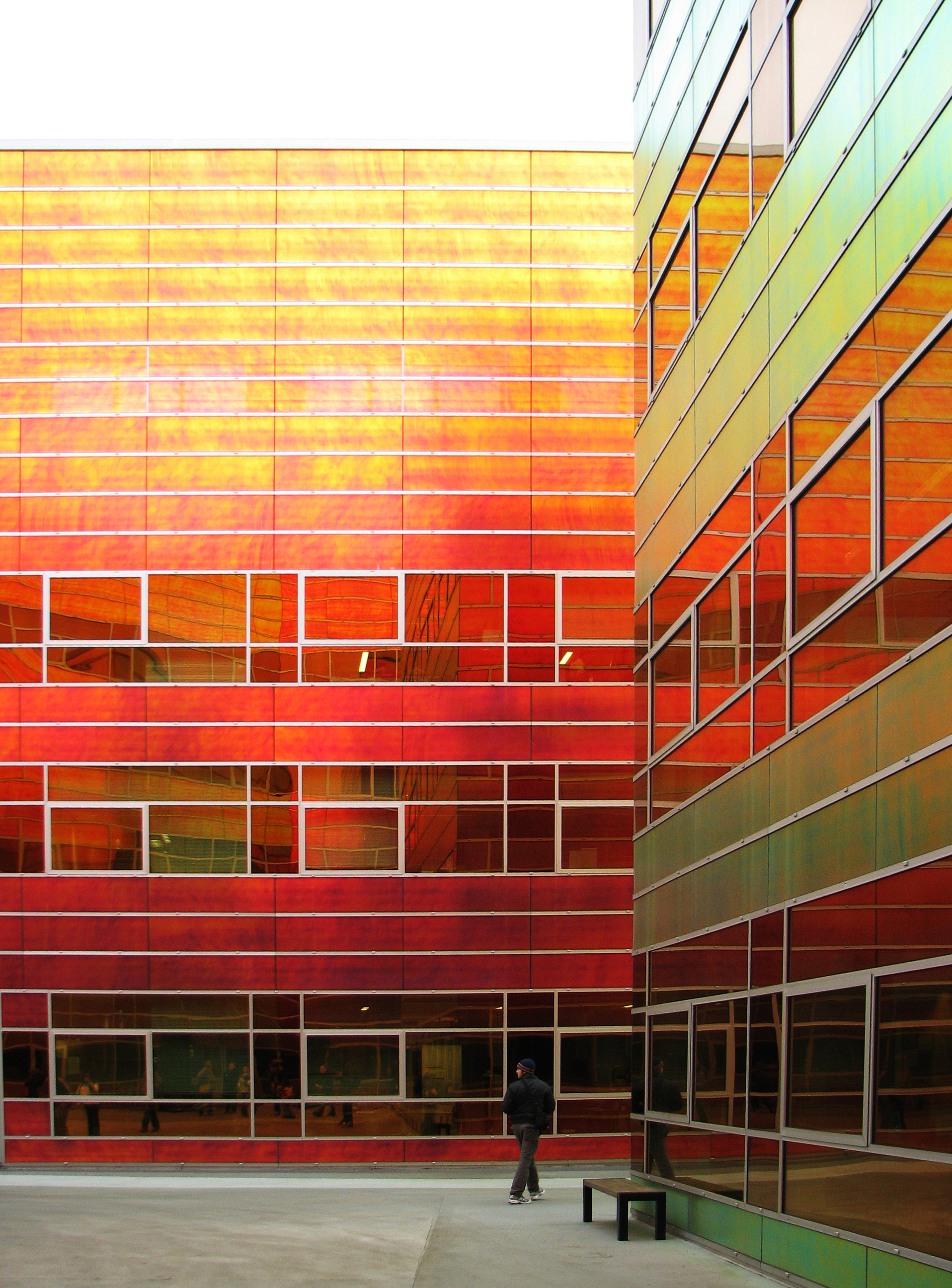
La Défense

UNStudio ist ein international orientiertes Architektur- und Designbüro mit Sitz in Amsterdam in den Niederlanden. Die Gründer sind Ben van Berkel und Caroline Bos. Das Büro arbeitet auf vielen Gebieten, die teilweise weit über das Betätigungsfeld eines klassischen Architekturbüros hinausgehen. Es beschäftigt sich mit Städtebau, Infrastruktur, mit öffentlichen und privaten Bauvorhaben jeglicher Größenordnung.

## Ansatz
Der Name UN studio steht für united net, übersetzt Vereinigtes Netzwerk und erläutert das Selbstverständnis des Büros, ein Netzwerk von Fachleuten zu bilden, die sich mit progressiver Architektur beschäftigen. UN vereinigt Architekten, Handwerker, Theoretiker, Verwaltungsfachleute, Managementspezialisten und Akquisiteure. Projekte werden als öffentliches Konstrukt gesehen, in dem der Architekt der Koordinations- und Netzwerkexperte ist, nicht mehr der klassische Baumeister. Das Büro ist bemüht um einen unhierarchischen, kreativen und integralen Designprozess mit Unterstützung moderner Technologien, die einen optimalen Austausch von Ideen erlauben. Ziel dieses integralen Designs ist es, gute Strategien für komplexe Projekte zu entwickeln, und zwar unter Berücksichtigung von Programm, Konstruktion und Benutzungsstudien.
Das Büro möchte nach eigenen Angaben einen signifikanten Beitrag zur Entwicklung der Architektur leisten. Es versucht, die eigenen Fähigkeiten hinsichtlich Gestaltung, Technologie, Fachwissen und Projektmanagement kontinuierlich weiterzuentwickeln und zu einem Spezialisten in der Realisierung komplexer, öffentlicher Projekte zu werden.

## Entwicklung
Seit 1999 ist UNStudio ein eigenständiges Büro, losgelöst vom Architekturbüro Van Berkel & Bos.
Seit 2001 arbeitet das Büro nach ISO-Norm. Neben den Gründern Ben van Berkel und Caroline Bos wurde 2005 Gerard Loozekoot zum Associate des Büros. Später wurden Astrid Piber und Hannes Pfau Mitglieder des Managements. Der deutsche Architekt Tobias Walliser war zehn Jahre als assoziierter Architekt bei UN Studio tätig.

## Bauten
- Erasmusbrug, (Brücke), Rotterdam (1996)
- Bahnhof Arnhem Centraal, (Bahnhof), Arnhem (1996–2015)
- Museum Het Valkhof, (Museum), Nijmegen (1999)
- Umspannwerk Mitte, Innsbruck (1999–2000)[3]
- La Défense (Bürogebäude), Almere (1999–2004)
- Living Tomorrow, (Wohnhaus, Café), Amsterdam (2002–2004)
- Mercedes-Benz Welt (Museum), Stuttgart (2002–2006)
- Prins Clausbrug, eine Schrägseilbrücke in Utrecht über den Amsterdam-Rhein-Kanal, im Juni 2003 eingeweiht

## Auszeichnungen
- 2008 Architekturpreis Beton
- 2005 Nominierung Mies van der Rohe Award (für La Défense in Almere)
- 2005 Nominierung Architecture Award Almere 2005 (für La Défense in Almere)
- 2005 ANWB Award für die beste Garage der Niederlande in Arnhem
- 2005 Lighting Award für die Modehalle Galleria, Seoul, Südkorea
- 2004 British Steel Award für die Prins Clausbrug, Utrecht
- 2004 1. Preis Wettbewerb Siemens City, Wien, Österreich
- 2004 Belgische Staalprijs für die Prins Clausbrug, Utrecht
- 2004 British Steel Award für die Prins Clausbrug, Utrecht
- 2002 1. Preis Wettbewerb Mercedes-Benz Museum, Stuttgart
- 2001 1. Preis Wettbewerb Expansion and renovation Jewish Historical Museum, Amsterdam
- 2001 Nominierung Mies van der Rohe Award für das Museum Het Valkhof in Nijmegen
- 2000 1. Preis Wettbewerb Ponte Parodi, Genua, Italien